# Автономов Анатолій Іванович
Анатолій Іванович Автономов (24 лютого 1898 року, Іваново-Вознесенськ — 27 квітень 1968 року, Ташкент) — радянський учений-біолог, генетик, селекціонер, педагог, професор (1955). Член-кореспондент АН Узбецької РСР (1952). Заслужений діяч науки УзРСР (1944). Лауреат Сталінської премії (1943).
Представник школи російських біологів, учень М. І. Вавилова. Засновник бавовнярської науки в СРСР. Основоположник створення і впровадження довговолокнистих сортів бавовнику у Середній Азії.

## Життєпис
Народився в родині директора Великої Іванівської мануфактури. Випускник сільськогосподарського факультету Іваново-Вознесенського політехнічного інституту. З 1924 року працював на Туркестанській селекційній станції в Ташкенті. 1926—1933 очолював селекційну станцію у місті Байрам-Алі (Туркменістан). У 1933—1955 працював в НДІ селекції і насінництва бавовнику.
У 1951—1958 — проректор, з 1950 — завідувач кафедри Ташкентського сільськогосподарського інституту.
Похований на Боткінському кладовищі в Ташкенті.
Старший син, Олександр Анатолійович Автономов, народився 21 серпня 1926 року, помер 1976 року — доктор наук, професор, селекціонер бавовнику. Другий син Вадим Анатолійович Автономов — доктор сільськогосподарських наук, лауреат Державної премії імені Біруні. Онук Віктор Олександрович Автономов — професор.

## Наукова діяльність
Вперше вивів нові оригінальні сорти бавовнику на кшталт сі-айленд з довжиною волокна 47-50 мм, скоростигліший і врожайніший від оригінальних Єгипетських, вперше залучав до гібридизації Перуанський бавовник, створив високостійкі до захворювання фузаріозним вілтом нові сорти G. barbadenzy. L., що мають велику коробочку.
Створив одну з перших великих наукових шкіл вчених- генетиків, селекціонерів, насіннєводів. Під його керівництвом успішно завершили свою роботу 47 кандидатів і докторів наук. У їх числі вчені зі світовим ім'ям, як академіки С. Х. Юлдашев, С. С. Садиков, Д. А. Мусаєв.
Винахідник. Мав сім авторських свідоцтв на виведені ним і впроваджені у виробництво сорти тонковолокнистого бавовнику.
Громадський діяч. Обирався депутатом Верховної Ради УзРСР 2-скликання.

## Нагороди
- Сталінська премія в галузі науки другого ступеня 1943 року (За виведення високоврожайних і скоростиглих сортів єгипетського бавовнику)
- Орден Леніна (двічі, 1956 і 1959)
- Орден Трудового Червоного Прапора (двічі)
- Орден Червоної Зірки
- медалі СРСР